# لاساركا
لاسارڭا (بالإسبانية: La Sarga)‏ قرية الصحراء الغربية  تقع على ضفة المحيط الأطلسي، جنوب مدينة الداخلة وتعتبر لاساركا من مناطق صيد السمك الرئيسية في الصحراء الغربية.

## الموقع الجغرافي
تقع لاسارڭا على بعد 10 كيلومتر جنوب الداخلة.

## النشأة
تم إنشاء قرية لاسارڭا سنة 2005 في إطار برنامج تنموي لوزارة الفلاحة والصيد البحري، يهدف إلى إنشاء قرى الصيادين ونقط تفريغ مجهزة على امتداد الساحل المغربي، من أجل تعزيز قطاع الصيد البحري وإنعاش الصيد التقليدي. وهي واحدة من القرى العشرة المنشأة في المناطق الجنوبية (جهة العيون الساقية الحمراء وجهة الداخلة وادي الذهب)،